# Aporhynchus norvegicum
Aporhynchus norvegicum är en plattmaskart som först beskrevs av P. Olsson 1868.  Aporhynchus norvegicum ingår i släktet Aporhynchus, och familjen Gilquiniidae. Arten är reproducerande i Sverige.